# مدرسة الدراسات العليا في العلوم الاجتماعية

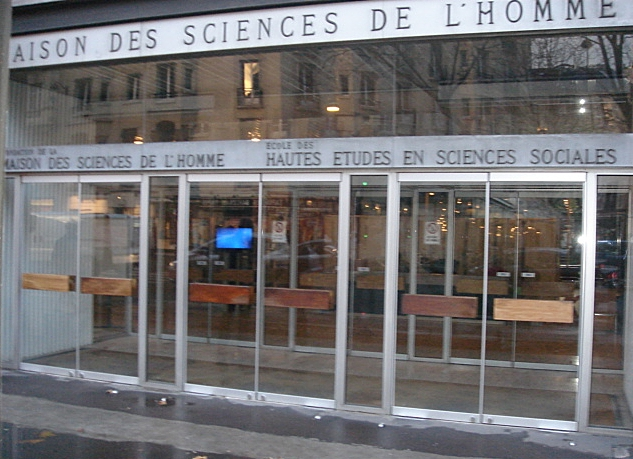
بيت علوم الإنسان في بولفارد راسباي

مدرسة الدراسات العليا في العلوم الاجتماعية (بالفرنسية: École des hautes études en sciences sociales) أو الاختصار (EHESS) 
هي مؤسسة فرنسية كبيرة تقع في بولفارد راسباي، في الدائرة السادسة من باريس ومهمتها هي التعليم العالي والبحث العلمي الاجتماعي بالمعنى الواسع : تتضمن العلوم الاقتصادية والمالية والإحصائية والقانونية والسياسية. وهي واحدة من مؤسسات جامعة باريس للعلوم والآداب، ومن حيث المرتبة كانت أفضل جامعة في فرنسا وفقا لجامعة تايمز للتعليم العالي للجامعات . الدخول إليها انتقائي.

## مكانتها
ونظراً للعدد الصغير من طلابها فيما يتعلق بالعدد الكبير من الباحثين، والطبيعة المتخصصة للغاية لندواتها وأصالتها، فإن مدرسة الدراسات العليا في العلوم الاجتماعية لها مكانة خاصة في المشهد التعليمي والبحثي. البحث الفرنسي. وبالتالي، فإن نسبة طلاب الدكتوراه مقارنة بعدد الطلاب الإجمالي أعلى من أي مؤسسة تعليم عال فرنسي أخرى.
إن مهمة مدرسة الدراسات العليا في العلوم الاجتماعية هي التدريب البحثي في مختلف العلوم الاجتماعية: التاريخ ، علم الآثار ، علم الاجتماع ، الإحصاء ، القانون ، العلوم السياسية ، الديموغرافيا ، الاقتصاد الأنثروبولوجيا ، علم الأعراق ، الجغرافيا ، الفلسفة ، اللسانيات ، النظرية الأدبية ، الفن (في شكله النظري والعملي).

## التأسيس
تأسست في عام 1868، والآن تتكون هذه المدرسة من ثلاثة أقسام (علوم الحياة والأرض، التاريخية، الدراسات الدينية) وثلاثة معاهد وطنية (المعهد الأوروبي للعلوم الدينية، معهد يعاصر شعاب المحيط الهادئ المرجانية، معهد متعدد التخصصات لدراسة الشيخوخة).
أصبح القسم السادس السابق (العلوم الاقتصادية والاجتماعية)، برئاسة فيرناند بروديل، في عام 1975 مؤسسة مستقلة وكلية الدراسات العليا في العلوم الاجتماعية.
تقع المدرسة التطبيقية للدراسات العليا تحت إشراف وزارة التربية والتعليم العالي، مؤسسة "خارج الجدران"، التي يتم استضافتها في مختلف الجامعات والمعاهد ومراكز البحوث، والأنشطة أساساً في باريس، ولكن أيضا في مُدن أخرى (مونبيلييه ، بوردو ، مرسيليا ، ليون ، غرونوبل ، ديجون، دينار وموريّا).

## التاريخ
تم إنشاء مدرسة الدراسات العليا في العلوم الاجتماعية في باريس في عام 1947 ، وذلك بعد تفكيك مدرسة التعليم العالي (ELHE) في نيويورك وإعادة جزء من جسدها الجامعي إلى باريس. تأسست ELHE في عام 1942 في نيويورك من قبل كلود ليفي ستروس ، غوستاف كوهين ، هنري فوسيلون، جاك مارتان وجان بيران والكسندر كويري. كانت مؤسسة جامعية تعيد تجميع الباحثين الناطقين بالفرنسية في المنفى في الولايات المتحدة. عندما فرَّ المثقفون من فرنسا المحتلة أو من نظام فيشي إما لأسباب سياسية أو بسبب اعترافاتهم.